# Doktorzy honoris causa Uniwersytetu Łódzkiego
Lista osób, którym Uniwersytet Łódzki nadał tytuł doktora honoris causa
- 1949
  - Frédéric Joliot-Curie
  - Julian Tuwim
  - Alfred Schmidt-Respinger
- 1957
  - Tadeusz Kotarbiński
- 1960
  - Witold Doroszewski
- 1961
  - Natalia Gąsiorowska-Grabowska
  - André de Cayeux de Senarpont
  - Konstantin Markow
- 1963
  - Franciszek Leja
- 1968
  - Olimpiad Ioffe
  - René Capitant
  - Piotr Niedbajło
- 1970
  - Józef Chałasiński
  - Antoni Dmochowski
  - Franck-Louis Schoell
- 1973
  - Jan Szczepański
- 1974
  - Paul Macar
- 1975
  - Henryk Jabłoński
  - Ilja Frank
- 1976
  - Simeon Rusakijew
- 1977
  - Abel Aganbegjan
  - Jean Tricart
- 1978
  - Edward Rosset
  - René Raynal
- 1980
  - Claude Colliard
  - Bernard Zabłocki
- 1981
  - Stefania Skwarczyńska
- 1982
  - Leo Klaassen
- 1983
  - Helmut Ridder
- 1985
  - Konrad Jażdżewski
- 1986
  - Karl Alewell
- 1987
  - Robert Aulotte
  - Hans Joachim Schneider
  - Zygmunt Zahorski
- 1988
  - Bohdan Baranowski
  - Karol Dejna
  - Wacław Szubert
- 1989
  - Arnold Wolfendale
  - Ken-ichi Inui Nakayama
- 1990
  - Lawrence Klein
  - Włodzimierz Djakow
  - Karl Dedecius
  - Bernard Barbier
- 1992
  - Dietger Hahn
  - Leszek Kołakowski
- 1993
  - Luboš Valenta
- 1995
  - Józef Tischner
  - Franciszek Sławski
  - Kazimierz Urbanik
  - Juliusz Bardach
- 1996
  - Raymond Barre
  - Jerzy Regulski
  - Jan Karski
- 1997
  - Wiesław Sadowski
- 1998
  - Tadeusz Ulewicz
- 1999
  - Amalia Slomiany
  - Lee Preston
  - Leszek Moszyński
- 2001
  - Józef Matuszewski
  - Andrzej Walicki
- 2002
  - Hubert Hamaekers
  - Andrzej Wajda
  - Kazimierz Dejmek
- 2003
  - Ronald Langacker
  - Denis Sinou
- 2004
  - David Smallbone
- 2005
  - Władysław Welfe
  - Jan Mujżel
  - Timothy Oke
- 2006
  - Robert Kaplan
  - Romuald Skowroński
- 2007
  - Janusz Sławiński
  - Tadeusz Wyrwa
- 2009
  - Heinz Heimgartner
  - Margaret Thatcher
  - Władysław Bartoszewski
- 2010
  - José Manuel Durão Barroso
  - Bogumił Brzeziński
  - Rudy Giuliani
- 2011
  - Pieter H. Pellenbarg
  - Tadeusz Krygowski
  - John Searle
- 2012
  - Aaron Ciechanower (tytuł przyznany równolegle przez Uniwersytet Medyczny w Łodzi)[1]
  - Robin Hudson
  - Remi Langevin
  - Amos Oz
  - Krzysztof Zanussi
  - Maciej Zieliński

- 2014
  - Jean-Pierre Majoral

- 2015
  - Umberto Eco
  - Antal Visegrady

- 2017
  - Krzysztof Pomian
  - Dieter Schenk

- 2018
  - Adam Boniecki
  - Ryszard Wójcicki

- 2019
  - Zbigniew Galus
  - Joachim Gauck
  - Jeffrey Sachs

- 2020
  - Jan Woleński